# Úřední deska

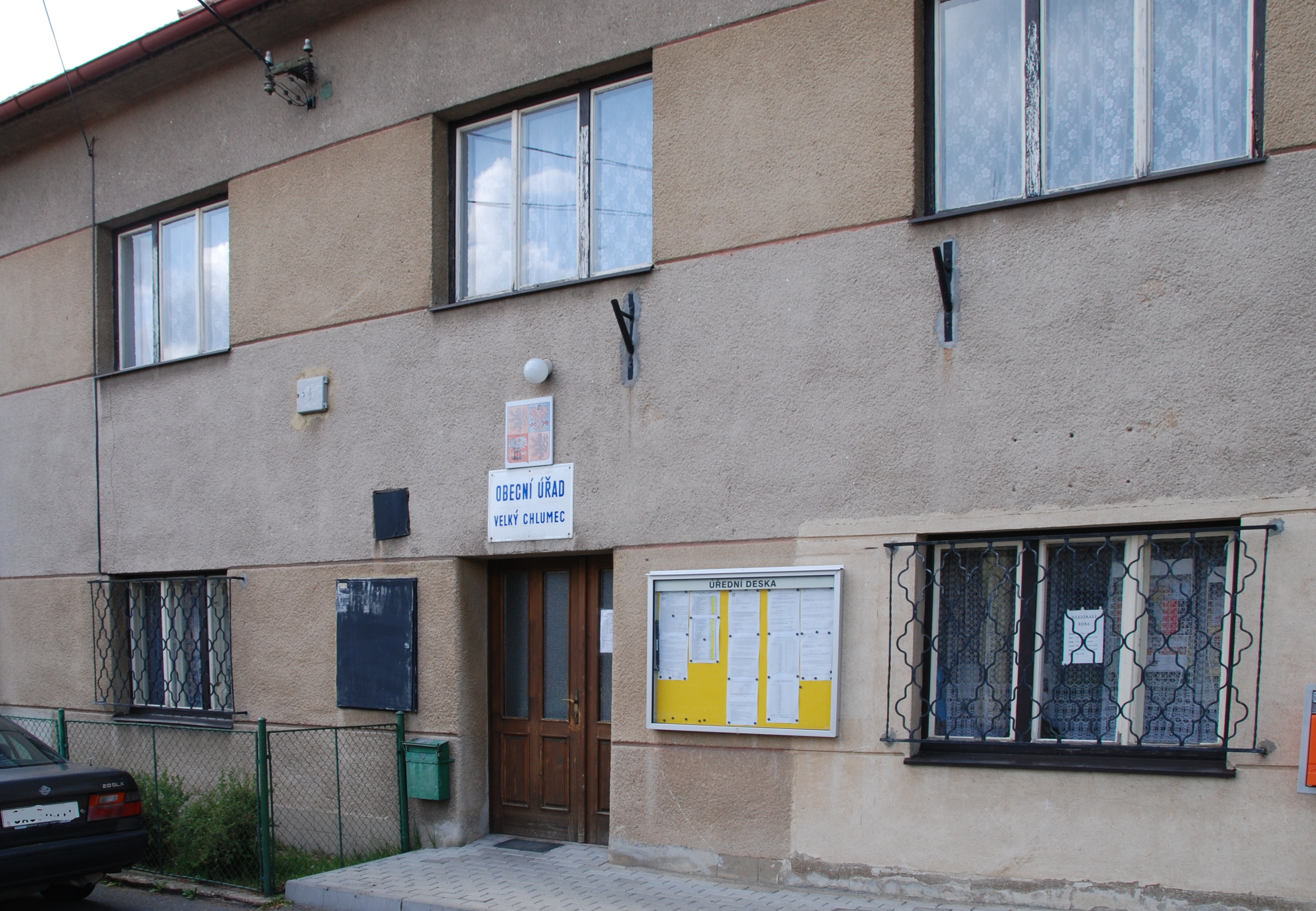
Úřední deska na budově Obecního úřadu Velký Chlumec

Úřední deska je veřejně přístupná plocha určená ke zveřejňování právních předpisů, rozhodnutí a jiných dokumentů správních orgánů a soudů. Veřejně přístupná musí být nepřetržitě a vedena je zásadně ve dvojí podobě zároveň, fyzické i elektronické, nebo také jejich kombinací a to, že deska bude sloužit ve veřejném prostoru jako dotyková obrazovka.
Platí, že každá obec, kraj nebo třeba soud má jen jednu úřední desku, i když na ní mohou vyvěšovat své písemnosti různé organizační složky do nich začleněné, výjimkou jsou městské části nebo obvody, které mají svou vlastní. Fyzická úřední deska, většinou v podobě uzamykatelné skleněné skříně, nemusí být umístěna přímo v prostorách úřadu, vždy však musí být 24 hodin denně veřejně přístupná a čitelná (tzn. např. v noci osvětlená). Může se vnitřně členit např. na sekci zastupitelstva, rady, starosty, právních předpisů, doručovaných písemností, záměrů prodeje, výběrových řízení, povinných informací podle zákona č. 106/1999 Sb., informací ostatních subjektů apod., měla by však na ní vždy být navíc umístěna informace o webové adrese, kde lze nalézt její elektronickou verzi. K této dálkově přístupné verzi pak nesmí být přístup podmíněn znalostí jakéhokoli hesla a na ní vyvěšené úřední dokumenty se musí zcela shodovat s těmi, které jsou na fyzické úřední desce.

## Správní úřední deska

### Obecná úprava
Vedení úřední desky je u obcí i krajů výkonem jejich samostatné působnosti. Pokud však obec není schopna zajistit elektronickou verzi, třeba i prostřednictvím soukromého subjektu, má povinnost uzavřít s obcí s rozšířenou působností, do jejíhož obvodu spadá, veřejnoprávní smlouvu o takovém zveřejňování, kterou schvaluje krajský úřad.
Prostřednictvím úřední desky lze ve správním řízení především doručovat, což se provádí prostřednictvím veřejné vyhlášky. Tento postup se využívá tehdy, pokud jde o osobu neznámého pobytu nebo o osobu, které se vůbec nedaří doručit, přičemž po uplynutí 15 dní od vyvěšení doručované písemnosti se uplatní fikce doručení, tedy má se za to, že písemnost byla řádně doručena. Kromě doručování se ve správním řízení úřední deska využívá např. k oznámení o zahájení řízení (zejména tehdy, jde-li o řízení s více než 30 účastníky), ke zveřejňování veřejnoprávních smluv nebo ke zveřejnění návrhu opatření obecné povahy, informace o veřejném projednání tohoto opatření i k jeho oznámení po tomto projednání. Opatření obecné povahy se oznamuje opět formou veřejné vyhlášky a nabývá obecně účinnosti po 15 dnech od vyvěšení.
Moderním trendem v oblasti úředních desek je jejich zobrazování prostřednictvím elektronických panelů či displejů, nejčastěji označovány slovem elektronický kiosek nebo informační kiosek.

### Obce
Na úředních deskách obcí se zveřejňují především jejich obecně závazné vyhlášky a nařízení, protože tím je podmíněna jejich platnost. Platnosti tedy nabývají dnem vyvěšení a po 15 dnech se pak stávají účinnými. Speciálně pro nařízení obecních úřadů obcí s rozšířenou působností platí, že se zveřejňují navíc i na úředních deskách všech obcí v jejich správních obvodech.
Kromě toho mají obce povinnost zveřejňovat tímto způsobem jakýkoli záměr nakládat s obecním nemovitým majetkem, před komunálními volbami počet členů zastupitelstva, který má být zvolen, program připravovaného zasedání zastupitelstva nebo třeba usnesení o vyhlášení místního referenda. Dále pak ty informace a písemnosti, jejichž zveřejnění požaduje speciální zákon, např. v případě zákona č. 106/1999 Sb., o svobodném přístupu k informacím, jde především o informace o důvodu a způsobu založení obce, popisu její organizační struktury, místo a způsob, jak získat příslušné informace, místo, lhůtu a způsob, kde lze podat opravný prostředek proti jejímu rozhodnutí a sazebník úhrad za poskytování informací. Jinými speciálně vyvěšovanými písemnostmi jsou např. dražební vyhlášky o dražbách, které se mají na území obce konat, informace o umístění opuštěného vozidla na obcí vybraném parkovišti nebo rozhodnutí o zákazu shromáždění podle zákona č. 84/1990 Sb., o právu shromažďovacím.

### Kraje
U krajů se právní předpisy na jejich úředních deskách povinně nevyvěšují, protože jsou publikovány ve Věstníku právních předpisů kraje. Pokud si však kraj z důvodu naléhavého obecného zájmu přeje, aby jeho právní předpis nabyl účinnosti dříve, než je předepsáno, musí jej mj. navíc zveřejnit na úředních deskách všech obcí, kterých se bude dotýkat. I u krajů je ale nutné na úředních deskách zveřejňovat jakýkoli záměr nakládat s krajským nemovitým majetkem, před komunálními volbami počet členů zastupitelstva, který má být zvolen, program připravovaného zasedání zastupitelstva a další informace a písemnosti, jejichž zveřejnění požaduje speciální zákon (např. vyhlášení stavu nebezpečí či vyhlášení rybářského revíru).

### Další subjekty
Mimo těchto samosprávných územních celků mají své úřední desky samozřejmě i jiné orgány veřejné správy, např. finanční úřady, které takto minimálně zveřejňují své úřední hodiny a elektronickou adresu své podatelny a které tímto způsobem mohou i doručovat své písemnosti. A stejně tak další samosprávné instituce.

## Justiční úřední deska
Soudní úřední deska je velmi podobná úředním deskám správních orgánů, včetně jejího současného vedení v elektronické podobě. Vyvěšují se na ní především rozhodnutí a jiné písemnosti, které mají být doručeny účastníkům soudních řízení, přičemž je s tímto postupem většinou spojena fikce doručení. Písemnost je vyvěšena po dobu 30 dní, ale už po 10 dnech od vyvěšení se má za to, že účastníkovi řízení bylo doručeno, což má za následek, že po takto uplynulé desetidenní době běží lhůta k podání opravného prostředku a následně doručované rozhodnutí nabývá právní moci, i když se o tom účastník řízení nemusí dozvědět. Vyvěšují se nejen písemnosti ze sporného nalézacího občanskoprávního řízení, ale i z pozůstalostního řízení, insolvenčního řízení, řízení o úschovách a umoření listin, prohlášení za mrtvého či soudních dražeb a soudních exekucí.
Svou vlastní úřední desku mají i soudní exekutoři, kteří na ní vyvěšují svá rozhodnutí a další exekuční dokumenty, stejně jako rozhodnutí a písemnosti, které jim předá k vyvěšení soud.